# 6640 Falorni
6640 Falorni è un asteroide della fascia principale. Scoperto nel 1990, presenta un'orbita caratterizzata da un semiasse maggiore pari a 2,2654901 UA e da un'eccentricità di 0,0678728, inclinata di 5,20694° rispetto all'eclittica.
L'asteroide è dedicato all'astrofilo italiano Marco Falorni.